# Jantarka obecná
Jantarka obecná (Succinea putris) je druh suchozemského plže z čeledi jantarkovití.

## Popis
Má průsvitnou, jantarově žlutou ulitu se 3-4 závity.
Výška ulity se pohybuje kolem 22 mm, šířka kolem 12 mm.

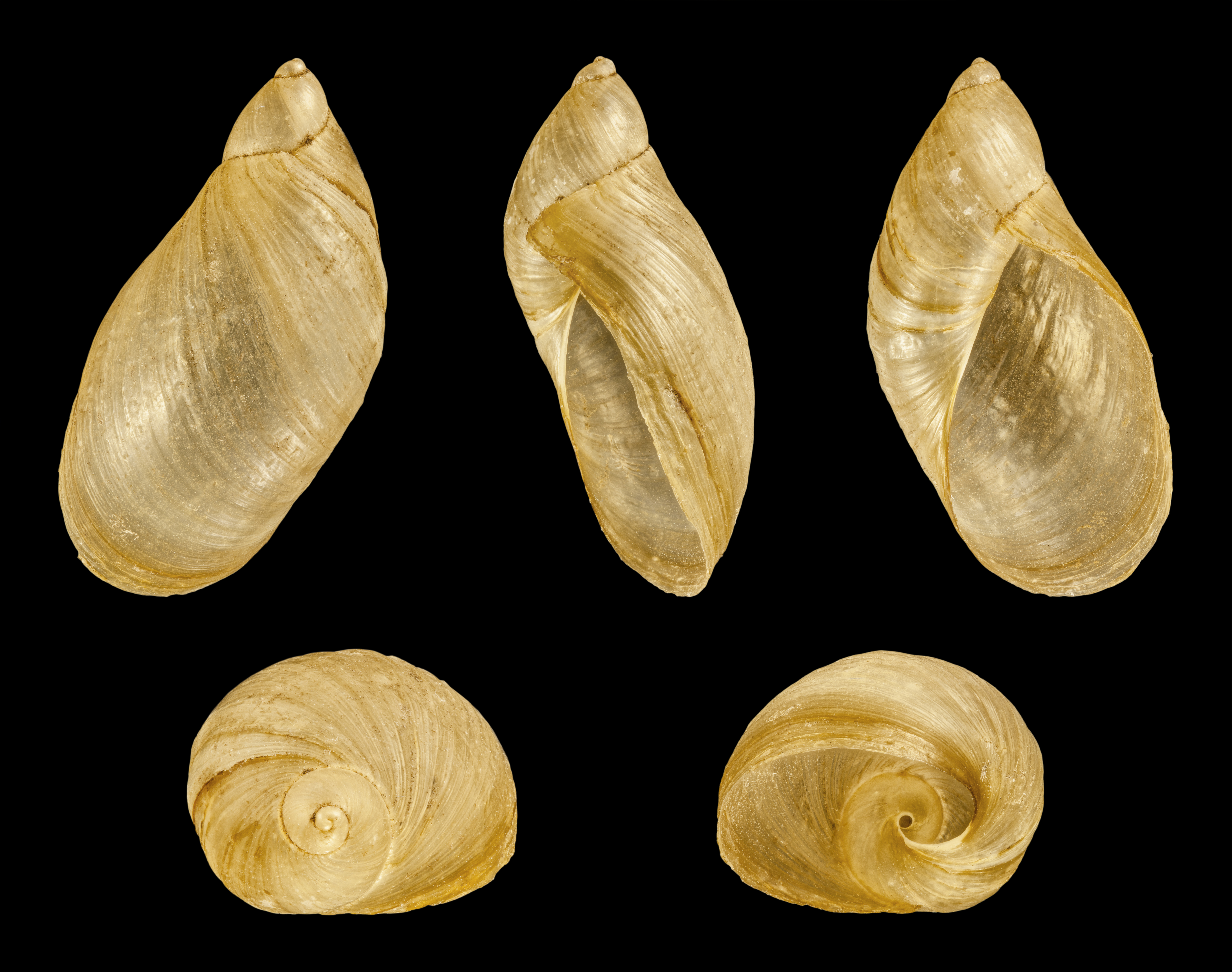
ulita

## Rozšíření a biotop
Plž žije v palearktické oblasti, konkrétně v Evropě a v západní a severní Asii. Typickým biotopem jsou vlhké bylinné porosty. Nachází se často v blízkosti vody.
- Česko - málo dotčený (LC)[2]
- Nizozemsko[3]
- Rusko - Sverdlovská oblast[4]

## Ekologie

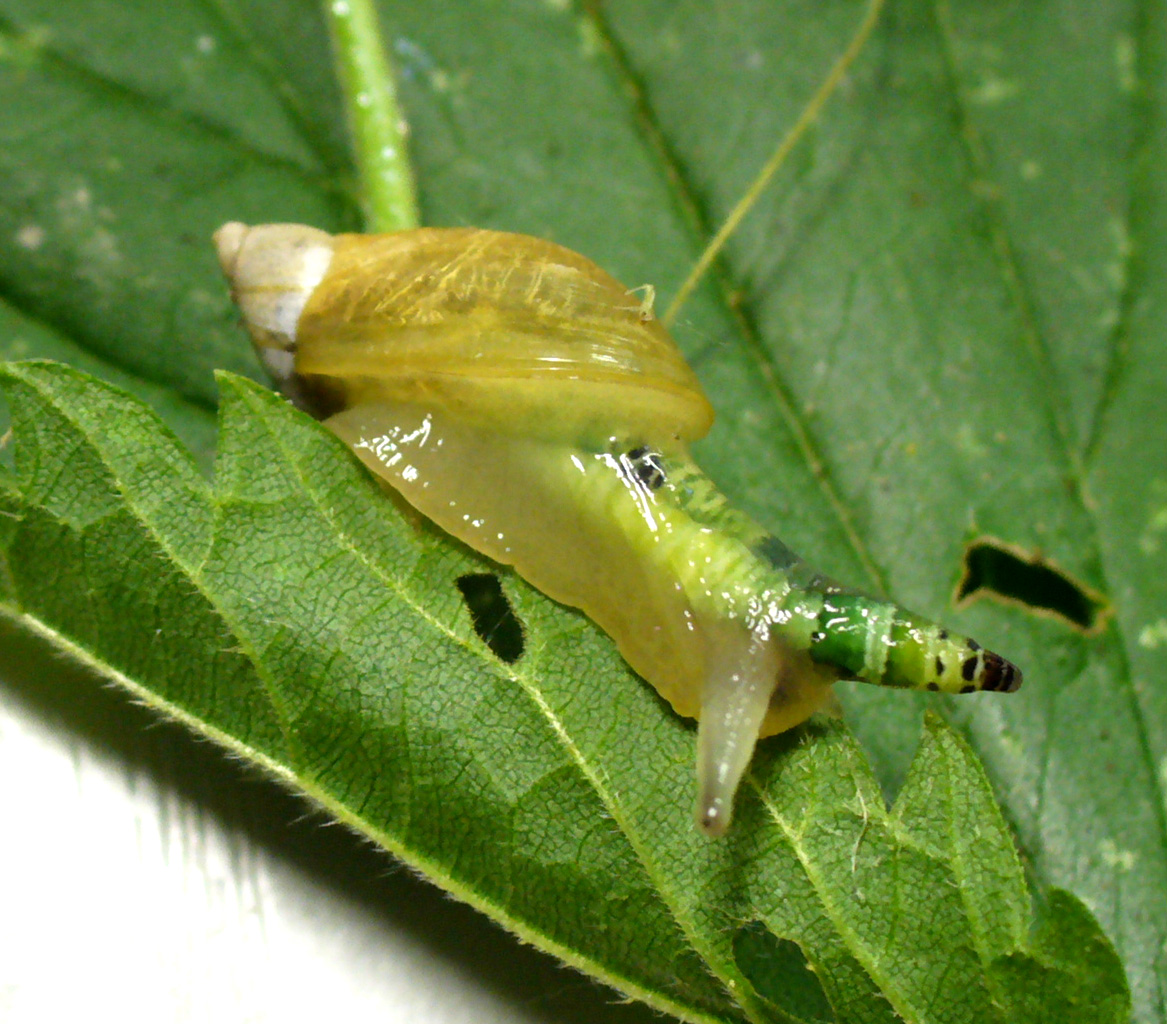
Jantarka napadená motolicí Leucochloridium paradoxum

Průměrný věk jantarky je dva roky. Po oplození naklade až 100 vajíček[zdroj?], které se nachází v rosolovitých shlucích. Mláďata přichází na svět po dvou týdnech. Jantarky se živí čerstvými i hnijícími rostlinami. Vydrží dlouho pod vodou, aniž by se utopila.
Parazitem jantarky je motolice podivná Leucochloridium paradoxum. Ta dokáže jantarce zbytnit a výrazně zbarvit tykadlo, jež pak vypadá jako housenka. Pro tyto červy je jantarka mezihostitel. Konečným hostitelem jsou zpěvní ptáci, v jejichž střevech motolice posléze žijí.